# Randwyck
Randwyck is een moderne woonwijk en bedrijventerrein in het zuidoosten van de Nederlandse stad Maastricht. Het is tevens een van de 44 officiële buurten binnen de gemeente Maastricht.

## Ligging
Randwyck is een van de vijf buurten van de wijk Maastricht-Zuidoost (CBS-wijk 093506; buurt 09350600). Het wordt in het westen begrensd door de rivier de Maas en de buurt Heugem, in het noorden door Céramique (deel van Wyck) en Heugemerveld, in het oosten door Heer en De Heeg en in het zuiden door de gemeente Eijsden-Margraten. Randwyck heeft een oppervlakte van 278 ha, waarvan 8 ha water.

## Geschiedenis
Randwyck ontleent zijn naam aan het bastion Randwyck, in de achttiende eeuw aangelegd als onderdeel van de Maasfortificaties, die weer een onderdeel waren van de vestingwerken van Maastricht. Het bastion of fort was gelegen op de noordpunt van een eiland in de Maas, meestal aangeduid als Sint-Pieterseiland, ook wel Weerd of Varkensweerd. Het eiland werd gevormd door een Maasarm, die met name in de winter veel water afvoerde. De laatste resten van het bastion verdwenen toen in 1986 op deze plek het Limburgs Gouvernement werd gebouwd. Het huidige Papenwater herinnert aan de oude Maasarm. Het eiland behoorde tot de heerlijkheid, later gemeente Sint Pieter.
Met uitzondering van het Sint-Pieterseiland, behoorde het noordelijk deel van Randwyck tot de schepenbank Heer, een van de Elf banken van Sint-Servaas. Vanaf de Franse tijd tot 1828 behoorde dit deel tot de gemeente Heer en Keer; van 1828 tot 1920 tot de gemeente Heer. De rest van Randwyck behoorde, net als het dorp Heugem, bij het rijksgraafschap Gronsveld, en vanaf de Franse tijd bij de gemeente Gronsveld. Het Heerder deel, het Sint Pieterse deel en een klein stukje van het Gronsvelder deel werden in 1920 door Maastricht geannexeerd; het zuidelijk deel pas in 1970.
Het gebied Randwyck was aanvankelijk gereserveerd voor de uitbouw van de Universiteit Maastricht (toen nog Rijksuniversiteit Limburg geheten)), maar aangezien veel universitaire instellingen hun huisvesting in de Maastrichtse binnenstad zochten, kreeg het gebied een bredere bestemming met onder andere woningen en kantoren. De eerste kantoorgebouwen in Randwyck dateren van eind jaren 1970. In de jaren '80 en '90 werden de grote gebouwencomplexen van Gouvernement, MECC en Maastricht UMC+ (destijds Academisch Ziekenhuis Maastricht) toegevoegd, evenals een kleine woonwijk.

## Economisch belang
In Randwyck zijn enkele grote werkgevers gevestigd, waarvan het Maastricht UMC+ met 5.800 werknemers verreweg de grootste is. Het Maastricht Universitair Medisch Centrum Plus is sinds 2008 de benaming van het academisch ziekenhuis Maastricht (azM) en de medische faculteit van de Universiteit Maastricht (UM). Andere grote werkgevers zijn: Vodafone (2.500 banen, deels in Céramique), MECC (700 banen), Mercedes-Benz (600 banen), WML (400 banen) en Medtronic (225 banen).
In 2009 werden de eerste plannen gepresenteerd voor een biomedische campus, toen Life & Science Campus Maastricht genoemd, die volgens de toenmalige verwachtingen 2.500 extra banen zou kunnen opleveren. De hoop was dat Randwyck zich uiteindelijk zou ontwikkelen tot een gebied met ongeveer 20.000 arbeidsplaatsen in de kennisintensieve sector en de zakelijke dienstverlening. In latere publicaties werd de naam Maastricht Health Campus gebruikt. Vanaf 2014 werd daaraan de merknaam 'Brightlands' toegevoegd. De oprichting van de Brightlands Maastricht Health Campus was een initiatief van de UM, Maastricht UMC+, Provincie Limburg, Gemeente Maastricht en LIOF. In 2021 telde de campus 120 bedrijven, 10.765 banen (inclusief de circa 6.350 medewerkers van het Maastricht UMC+) en 10.286 studenten. Toonaangevende instituten en faciliteiten zijn: het Maastricht Brain Imaging Centre (MBIC of Scannexus), het Maastricht Multi Modal Molecular Imaging Institute (M4I) en het Institute for Technology-Inspired Regenerative Medicine (MERLN). Een veelbelovende start-up is Mosa Meat, dat kweekvlees ontwikkelt.

## Voorzieningen
Randwyck kent een aantal voorzieningen die van regionaal en landelijk belang zijn, zoals het congrescentrum MECC, het academisch ziekenhuis, de faculteiten life sciences en psychology van de Universiteit Maastricht, en het Provinciehuis.
Door het geringe inwonertal zijn in Randwyck relatief weinig lokale voorzieningen. Voor winkels, kerken, buurthuizen en sportverenigingen zijn de bewoners aangewezen op voorzieningen in de aangrenzende buurten Céramique, Heugem en De Heeg.
Het gebied is per openbaar vervoer goed bereikbaar. Er rijden diverse stads- en streekbussen van en naar Randwyck. Aan de rand van de buurt ligt station Maastricht Randwyck.

## Architectuur en stedenbouw

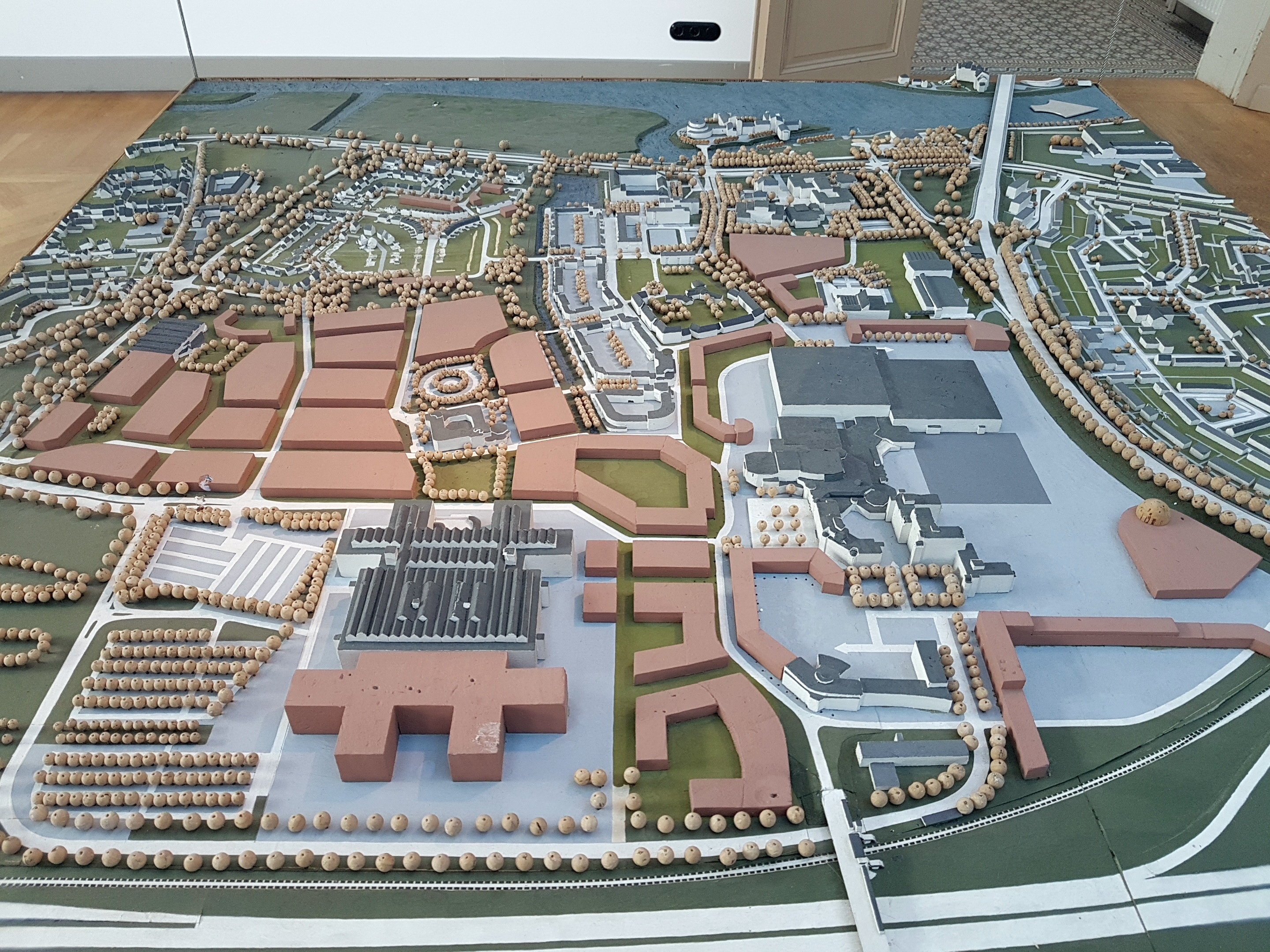
Maquette van Randwyck, ca. 1990

In 1977 wordt een doelstellingennota voor Randwyck vastgesteld. De centrumfuncties zijn vooral in het noordelijke deel van Randwyck geconcentreerd. De stedenbouwkundige uitwerking van Randwyck-Noord is geïnspireerd op het plan van Louvain-la-Neuve, de Franstalige campus van de Katholieke Universiteit Leuven, die in het begin van de jaren zeventig tussen Leuven en Brussel is aangelegd. De uitwerking van het plan werd opgedragen aan de Maastrichtse architect Gerard Snelder, tezamen met de architecten Sigmond en Van Wunnik.
In het begin van de jaren 80 stagneerde de verdere ontwikkeling van het gebied en zijn concessies gedaan, waardoor de samenhang is vertroebeld. Grote beeldbepalende projecten als het Gouvernement (1985), MECC en het Academisch Ziekenhuis Maastricht (1992) zijn niet ideaal gepositioneerd en de verkeers- en ontsluitingsstructuren zijn soms onlogisch gepland. Het resultaat is een tamelijk chaotische stedelijke structuur.
In 1988 kreeg de Keulse architect Oswald Ungers de opdracht een nieuwe totaalvisie voor het gebied te ontwikkelen. In samenwerking met J. von Brandt ontwikkelde hij een overallplan waarin de verscheidenheid in functie, schaal en vormgeving geaccepteerd wordt. Het plan was om verschillende invloedssferen in dit stadsdeel te creëren, als een stad in de stad. Daarbij zouden de heringerichte openbare ruimte en groenstructuren duidelijkheid en samenhang in het gebied brengen.
Met het plan Campus Maastricht van de Spaanse architect Santiago Calatrava hoopten woningbouwvereniging Servatius en de Universiteit Maastricht de architectonische beleving van het gebied te verbeteren. Dit project moest in 2009 wegens financieel wanbeleid worden stopgezet. De fundering en ondergrondse infrastructuur waren toen al aangelegd.
Een aparte positie binnen Randwyck neemt het langs de A2 gelegen gebied De Karosseer in, een groot woonwagenkamp annex bedrijvencomplex. Het gebied werd vanaf 2003 gesaneerd en het aantal woonwagens is drastisch verkleind.

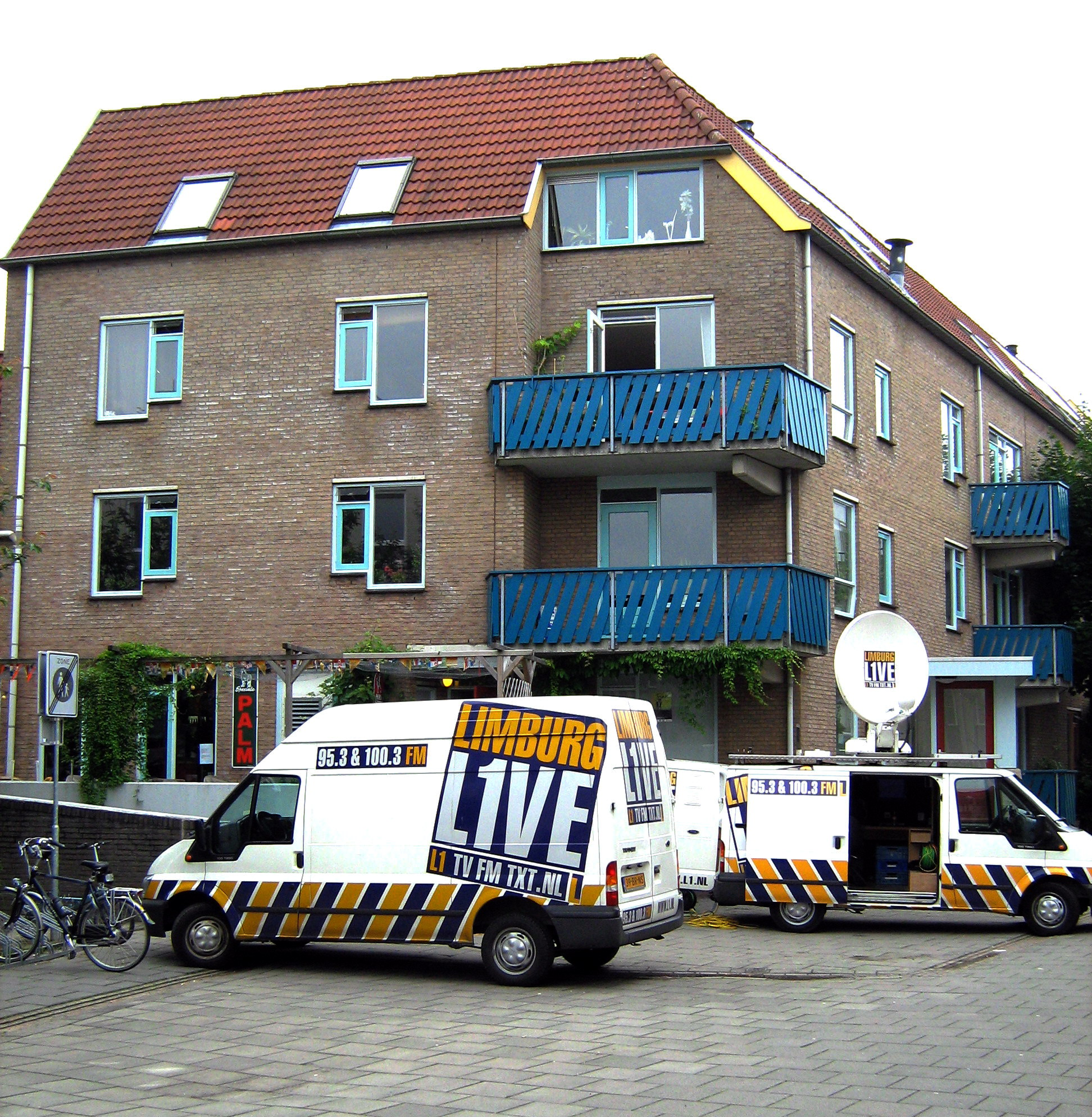
Woningen Dopplerdomein
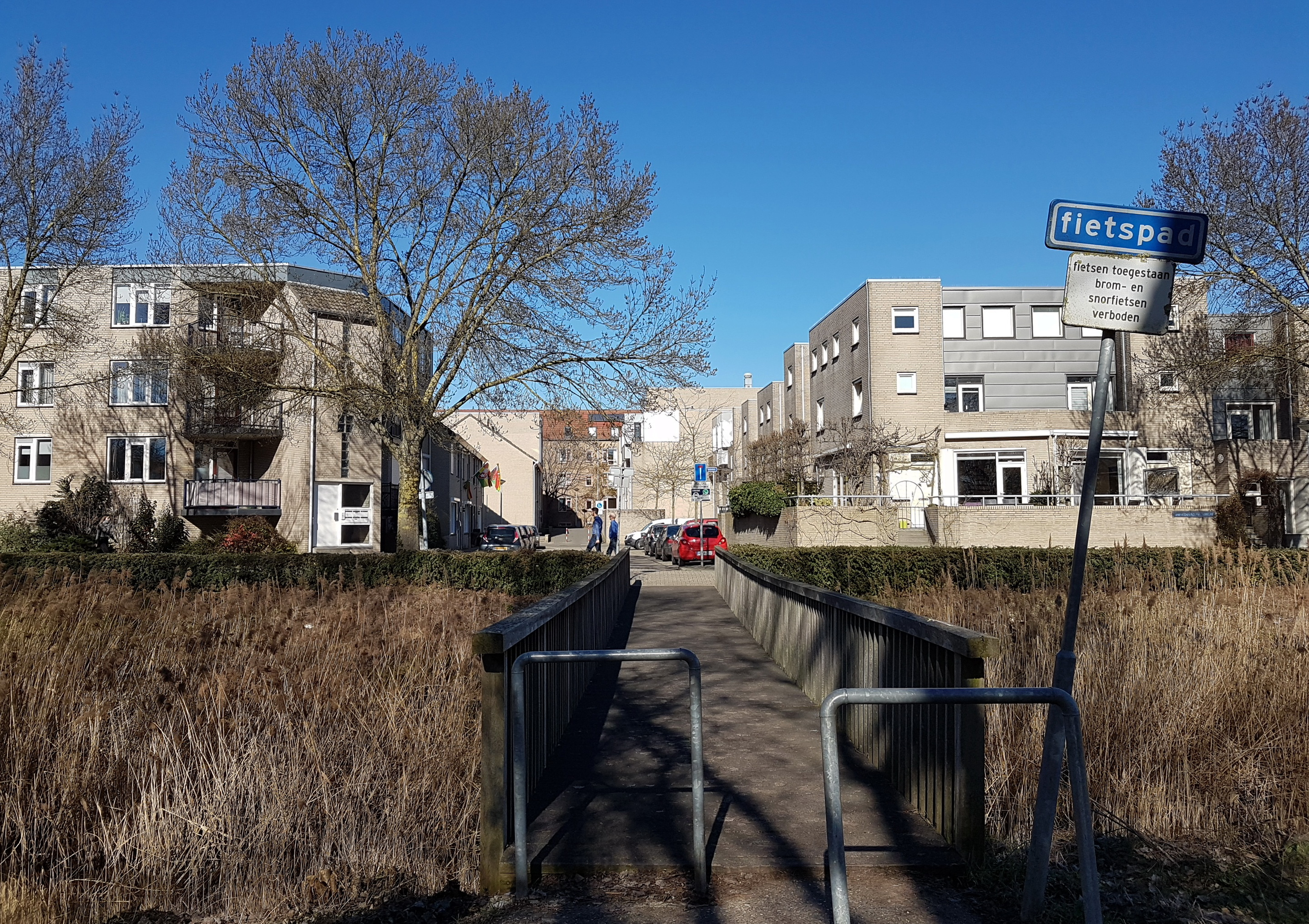
Bellomonte- / Plantijndomein
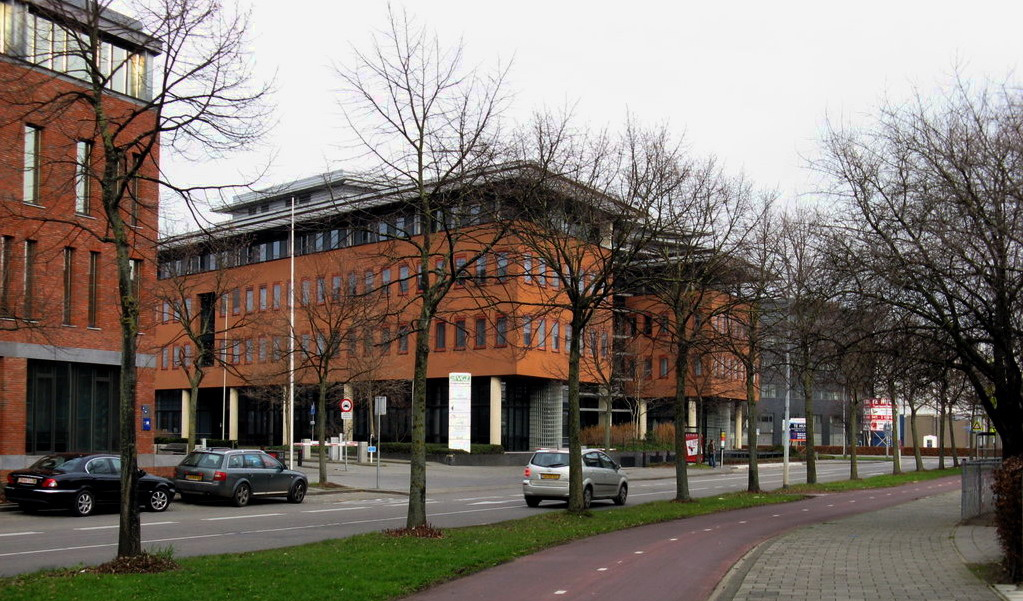
Kantoren Randwyck-Noord
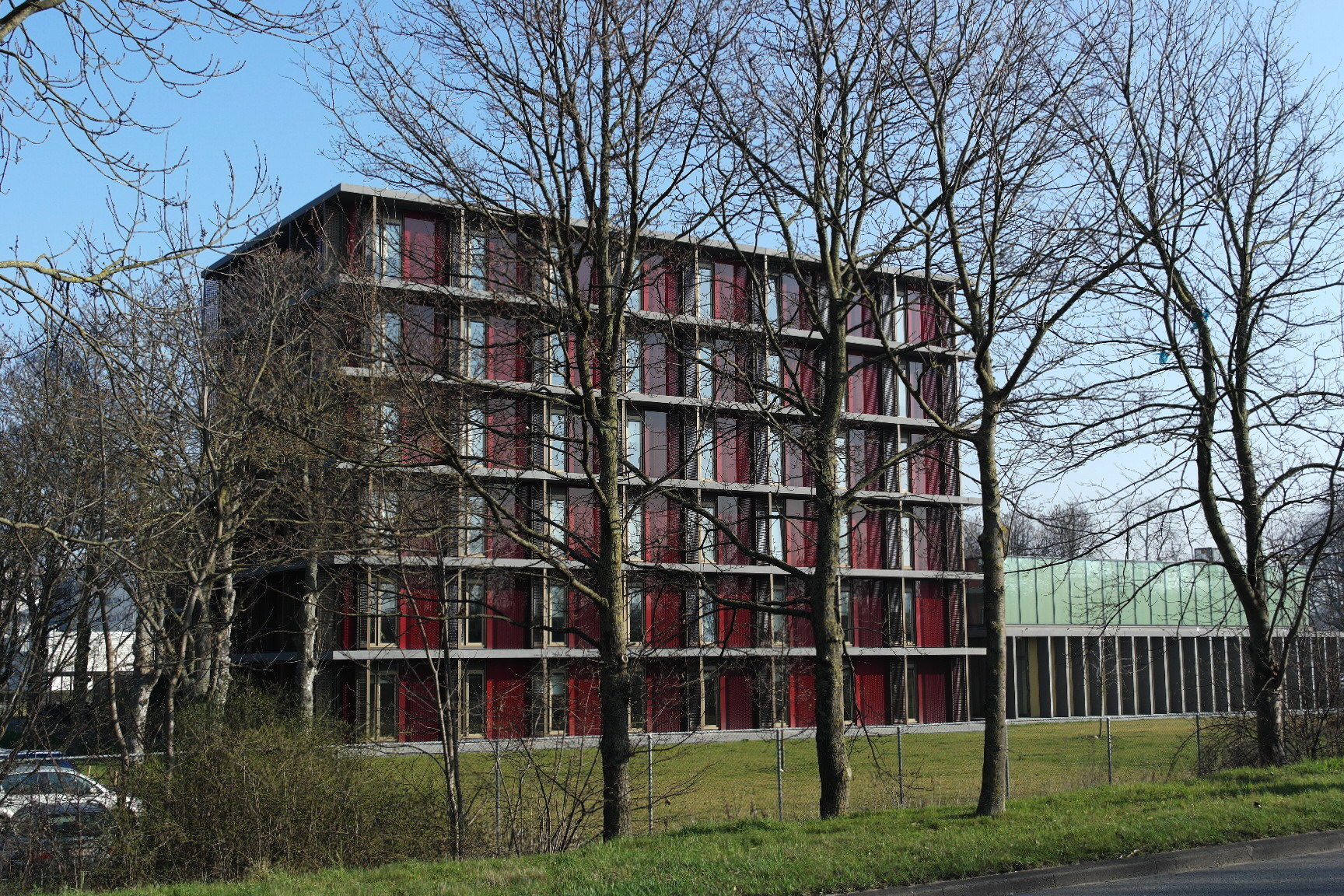
Gebouw Scannexus

## Kunst in de openbare ruimte
In de tuin van het Gouvernement staat langs de Maas het betonnen Old Hickorymonument (Appie Drielsma, 1994). Aan de andere kant van het gebouw, bij de entree aan de Limburglaan, staat een fontein met een bronzen sculptuur (Wil Snelder, 1985). Aan de overkant van de straat siert een fotocollage van Roy Villevoye uit 1999 het gebouw van de Waterleiding Maatschappij Limburg (van architect Jo Janssen). Voor de entree van het congrescentrum MECC staan vijf verticale, bronzen elementen van Piet Killaars uit 1988. In de vijver vóór het academisch ziekenhuis staat het monument voor de Maastrichtse Nobelprijswinnaar Peter Debye, genaamd Dipoolmoment (Felix van de Beek, 1998). Aan het Endepolsdomein staat een bronzen sculptuur met meerdere figuren getiteld Towards man's full life (kunstenaar onbekend, 1992).

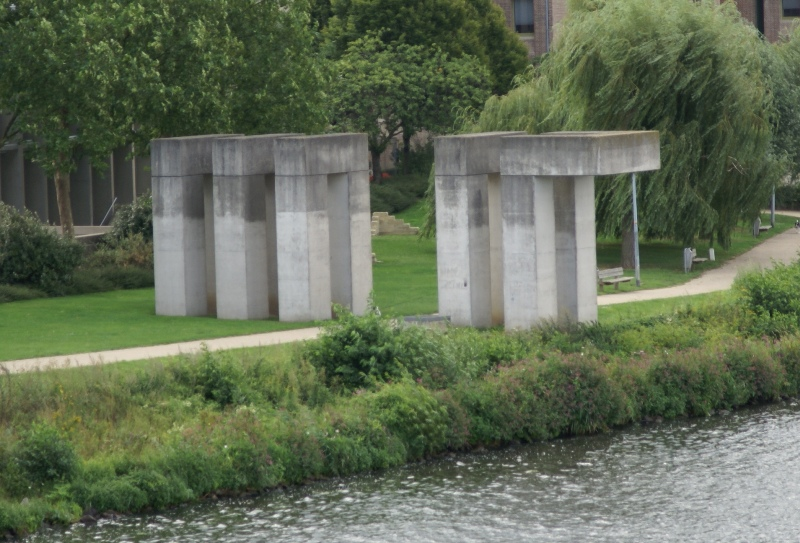
Old Hickory monument (Appie Drielsma, 1994)
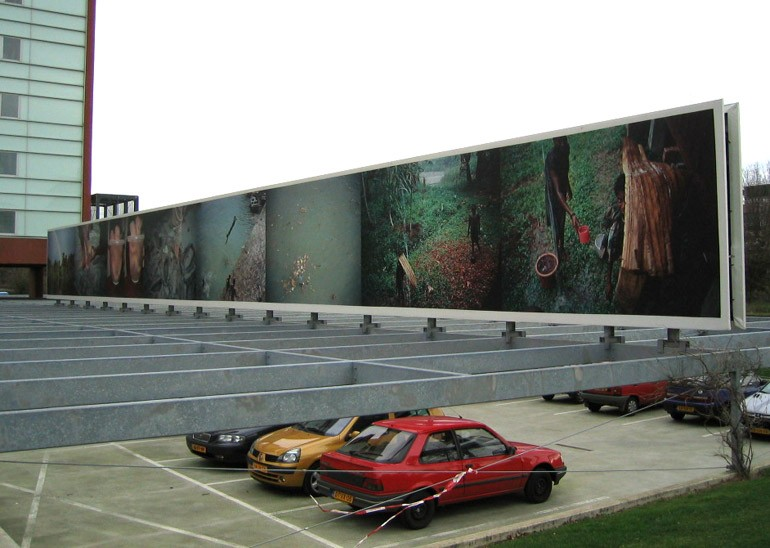
Fotokunstwerk (Roy Villevoye, 1999)
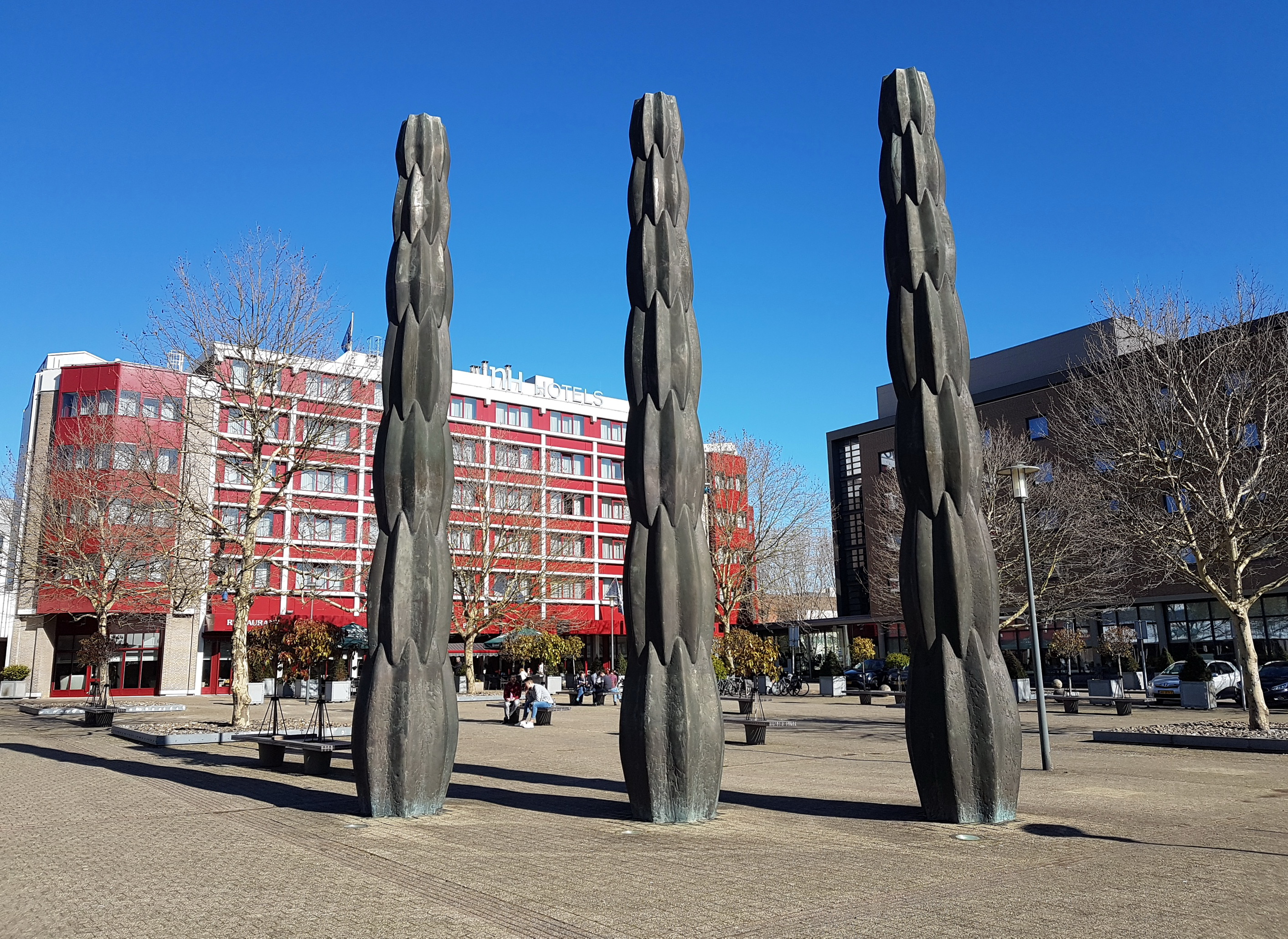
Sculpturen (Piet Killaars, 1988)
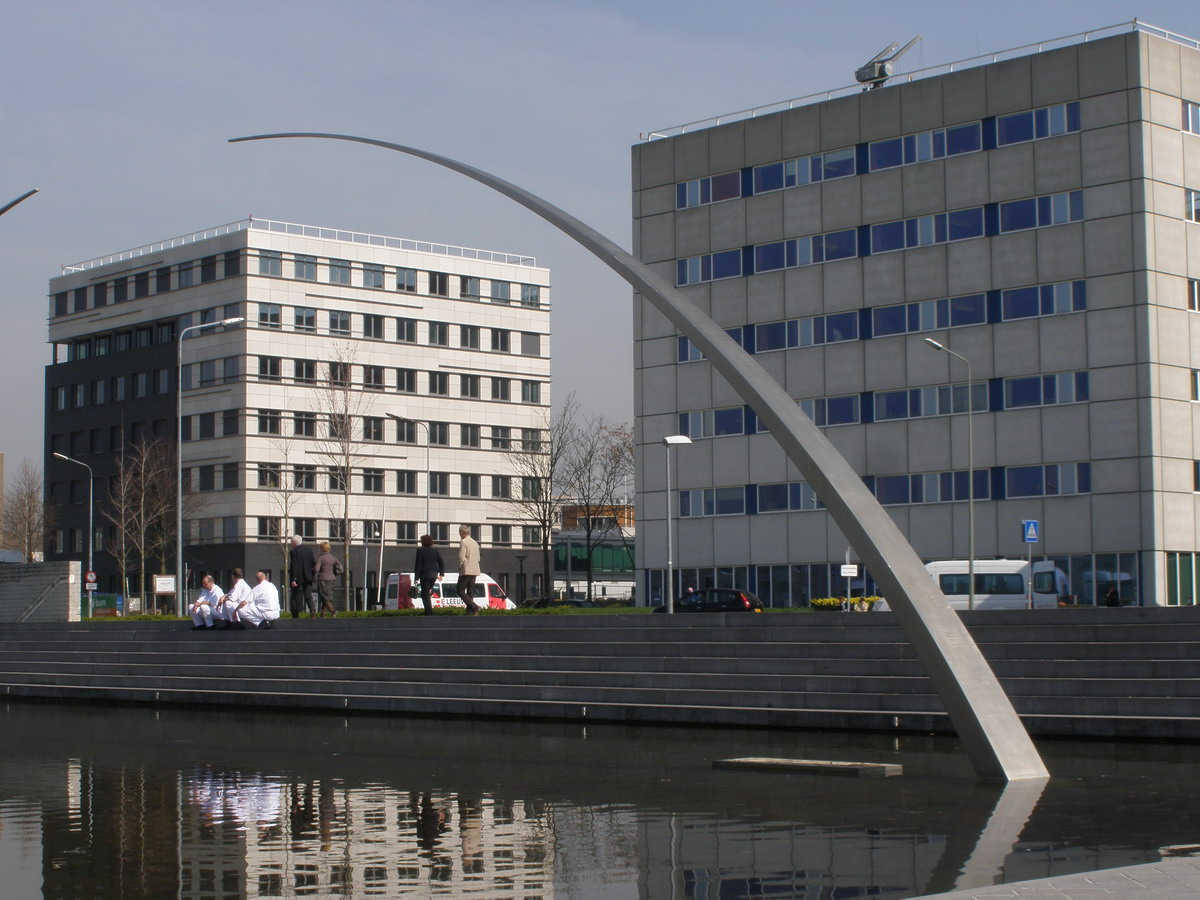
Monument voor Peter Debye (Felix van de Beek, 1998)